# It’s for Your Own Good
It’s For You Own Good — второй EP австралийской рок-группы The Living End, вышедший в 1996 году.

## Об альбоме
It’s For You Own Good записан в Мельбурне в студии Birdland. В первом издании EP на обложке с ошибкой было написано заглавное It’s'(I’ts), в последующих переизданиях ошибка была исправлена.
Песня с этого мини-альбома — «From Here on In» попала в ротацию австралийского радио. Это был первый радио-сингл группы.
В 2004 году вышел сборник синглов, который назывался как заглавная песня EP — «From Here on In».
EP был переиздан на двойном компакт-диске (вместе с EP Hellbound) в 2005 году и распространяется компанией EMI.

## Список композиций
Музыка и тексты песен Криса Чини, кроме отмеченных.
| №                   | Название                                             | Длительность |
| ------------------- | ---------------------------------------------------- | ------------ |
| 1.                  | «From Here on In»                                    | 2:42         |
| 2.                  | «English Army»                                       | 2:50         |
| 3.                  | «One More Cell»                                      | 3:57         |
| 4.                  | «Stay Away from Me (Оуэн)»                           | 4:42         |
| 5.                  | «Problem»                                            | 2:32         |
| 6.                  | «10:15 Saturday Night (Р. Смит) (кавер на The Cure)» | 4:51         |
| Общая длительность: | Общая длительность:                                  | 21:34        |

## Участники записи
- Крис Чини — гитры и вокал
- Скотт Оуэн — контрабас и бэк-вокал
- Джоуи Пирипитци — барабаны